# Monika Lubińska
Monika Lubińska (ur. 1997) – polska pisarka, doktorka nauk humanistycznych
Za debiutancki tom poezji Nareszcie możemy się zjadać (SPP o/Łódź, Dom Literatury w Łodzi, Łódź 2019) otrzymała Nagrodę im. Kazimiery Iłłakowiczówny za rok 2019 oraz była nominowana do Nagrody Literackiej Gdynia 2020 w kategorii poezja. W 2024 wydała powieść Powiedz wszystkim, że zabiłam Marię (Wydawnictwo W.A.B.). Naukowo zajmuje się wpływem zasobów i transformacji energetycznych na procesy społeczno-kulturowe.